# گردانگشت‌ها
گِرداَنگُشت‌ها (نام علمی: Sphaerodactylus) نام یک سرده از خانواده گردانگشتان است.